# 生物放大作用

生物放大作用的一个例子，其中圓点代表营养，十字代表无法排除的物质

生物放大作用（biomagnification，biological magnification）又称生物富集作用、生物放大、生物顯聚，是自然环境中的化学物质浓度沿生物链在各级生物体内逐渐递增的现象。例如DDT或汞的浓度沿生物链的递增。 
生物富集的主要原因是因为这些有害的物质一旦进入生物体内，就不容易排出，只进不出，一步一步的叠加，最终在生物链的最頂部的生物体内的含量可能达到比原始环境高百万级别的浓度。
導致這種增長可能發生的原因是：
- 持久性 - 该物质不能被环境过程分解
- 食物链生物能量（英语：Bioenergetics） - 当它在一个食物链向上移动，该物质的浓度逐渐增加
- 低或不存在的内部降解或该物质的排泄率 - 通常是由于不溶于水

比如在一条食物链如下：水草，小鱼，鱼鹰，猛禽。一旦河流被DDT污染，水草中就会有微量的DDT，然后鱼吃掉水草，这些DDT一旦进入鱼体内，就会在鱼的体内堆积，再也无法代谢出去，所以鱼体内的DDT含量比水草高很多。以此类推，最终受害最严重的就是猛禽。曾经DDT造成了一些类别的猛禽体内的DDT比河流里面的高一百多万倍，导致猛禽产的卵太软，无法孵化。
另一個具體的例子是在加拿大努納武特地區的Qikiqtarjuaq島（舊稱Broughton島）上，由於世居當地的因紐特人傳統上以當地海產為主食之故，因此透過生物放大作用，當地居民體內累積了高含量的多氯聯苯，而這也使得當地人被周遭地區的人給稱為「多氯聯苯人」（the PCB people）並受周遭地區的人迴避。

## 生物放大作用的物质
生物放大作用的物质有两大类。两者都是亲脂性的和不容易降解的。新型有机物质不容易降解，因为微生物缺乏以前接触，并因此没有演化出特定的解毒和排泄机制，出现了没有从它们那里来的选择压力。这些物质因此被称为持久性有机污染物。
金属是不降解的，因为它们是元素。生物，尤其是那些自然中受高水平暴露于接触的金属的生物，是具有机制来螯合和排泄金属。问题出现当生物体暴露于比通常更高浓度时，它们排泄的速度不够快到可以防止受损害。一些持久性重金属对于生物体的生殖系统特别有害。

### 新型的有机物质
- DDT
- 六氯苯(HCB)
- 多氯联苯(PCB)
- 毒杀芬
- 甲基汞